# Wadi Nun
Wadi Nun és una comarca creuada pel riu Nun o Nul al sud-oest de l'Anti-Atles a uns 35 km de l'oceà Atlàntic; forma una plana amb productes sedimentaris de nombrosos rierols i rius, els principals dels quals són el Wadi Sayyat i el Wadi Umm al-Ashar que s'uneixen per formar el Wadi Asaka. El Nun era conegut antigament com a Noulos o Nuchul i fou confós per alguns clàssics amb el riu Draa o amb el Nil.
La regió estava poblada per amazics segurament els Illmmidn. Al segle vii els amazics Lamta es van establir a la ciutat que van anomenar Nul Lamta, després Asrir Tighmart, un centre comercial cap a la Regió d'Adrar i el Sudan occidental. Al segle xi els almoràvits van ocupar la zona i el 1101 hi van establir una seca. Nul i Aghmat eren les principals ciutats de la zona del Gran Atles i el Anti Atles i la primera era la tercera ciutat en importància després de Sigilmasa i Aghmat per sobre (aleshores) de Fes i Marràqueix.
La seca va funcionar almenys fins al 1149, dos anys després de mort el darrer almoràvit Ishaq ibn Alí ibn Yússuf. Nul era llavors independent de fet igual que altres ciutats de la vora com Tagwast i Taghadjidjt; el 1154/1155 una expedició almohade dirigida pel general Abu Hafs va assolar la regió, i la població fou massacrada o deportada. Nul i Tagawst van sobreviure com a ciutats importants i Taghadjidjt va tenir menys importància però era la seu d'un governador almohade.
El 1218 hi van arribar els àrabs Banu Makil, que es van imposar a poc a poc als amazics; els Dawu Hassan, branca dels Banu Makil, van entrar en conflicte amb els marínides pel control de la regió, i Nul va entrar en decadència en profit de Tagwast (moderna Ksabi). Durant el segle xiv els europeus anomenaven Tagwast o Tagawust a la regió del wadi Nun. A partir del 1405 es van fer expedicions portugueses i sobretot castellanes; els castellans van fundar fortaleses com Sant Miquel de Saca a les portes de Tagwast, a la vora del wadi Nun, al lloc on desaiguava el Asaka. El 1525 el control de la regió va passar als Awlad Amir de la tribu àrab dels Banu Hilal.
Al segle xvi els sadides van expulsar els europeus i Nul va participar en els contingents de ghazis. Però els oasis començaren a perdre la seva importància com a punt de sortida de rutes comercials. Els xorfes es van instal·lar a Tagmadart i d'allí van portar a Marràqueix el botí de les campanyes al Níger, i per això el Wadi Nun no els fou lleial; tampoc als filali que preferien Tafilalt.
Als segles xvii i XVIII el Wadi Nun va pertànyer a l'estat marabútic de Tazerwalt o Tarzawalt fundat per Ali Abu Damia (Bu Dmia) conegut com a Abu Hassun al-Samlali. A l'inici del segle xix el Wadi Nun formava un estat de fet independent dirigit per Shaykh Bayruk, amb capital a Awgelmin (Agulmim, Glaymim o Gulimim) que havia suplantat a Tagwast; l'estat comerciava de manera intensa amb els europeus. No obstant a la segona meitat del segle xviii el sultà havia tqncat els ports per forçar als vaixells europeus a ancorar a Mogador, que havia fundat, i Tazarwalt i Wadi Nun havien d'enviar caravanes allí i pagar unes fortes taxes d'exportació. El 1835-1836 Bayruk va intentar negociar amb Anglaterra els intercanvis comercials; després el 1837-1853 amb França; després de la seva mort el 1859 els seus fills van negociar amb Espanya i després del tractat de Tetuán o de Wad-Ras de 26 de març de 1860 els espanyols van poder obrir un port de pesca a la zona. El 1876 Mackenzie va construir una factoria al Cap Juby, i el va seguir Curtis al Awgelmim (al Wadi Areksis). Les experiències amb els europeus van molestar al sultà Mulay al-Hasan (Hasan I) que va decidir sotmetre el Tazerwalt i el Wadi Nun i expulsar els britànics. El xeic marabut Maa al-Aynayn va impedir nous establiments europeus fins a la seva mort el 1912. El 1916 un submarí alemany va portar a la zona una missió que va pactar amb el seu fill Mulay Ahmad al-Hiba, que dirigia l'oposició tribal de l'Anti Atles al sultà i als francesos, però aquest intent no va tenir cap èxit. Posteriorment la desertització cada vegada més accentuada va fer emigrar a la gent cap a la costa i la zona va restar com una comarca per la cria de dromedaris, cavalls, cabres i altres animals, i una petita producció agrícola; els mercats d'Awgelmim i Tighmart van restar només a efectes locals.